# Lalouvesc
Lalouvesc ist eine französische Gemeinde mit 383 Einwohnern (Stand: 1. Januar 2022) im Département Ardèche in der Region Auvergne-Rhône-Alpes. Saint-Romain-d’Ay gehört zum Arrondissement Tournon-sur-Rhône und zum Kanton Haut-Vivarais. Die Bewohner werden Louvetounes genannt.

## Geografie
Lalouvesc liegt etwa 74 Kilometer südsüdwestlich von Lyon. Umgeben wird Lalouvesc von den Nachbargemeinden Saint-Symphorien-de-Mahun im Norden, Satillieu im Osten und Nordosten, Lafarre im Süden, Rochepaule im Südwesten sowie Saint-Pierre-sur-Doux im Westen.

## Bevölkerungsentwicklung
| Jahr                       | 1962 | 1968 | 1975 | 1982 | 1990 | 1999 | 2006 | 2019 |
| Einwohner                  | 608  | 559  | 470  | 487  | 514  | 494  | 491  | 379  |
| Quellen: Cassini und INSEE |      |      |      |      |      |      |      |      |

## Sehenswürdigkeiten
- alte Kirche Saint-Regis
- Basilika Saint-Regis aus dem 19. Jahrhundert

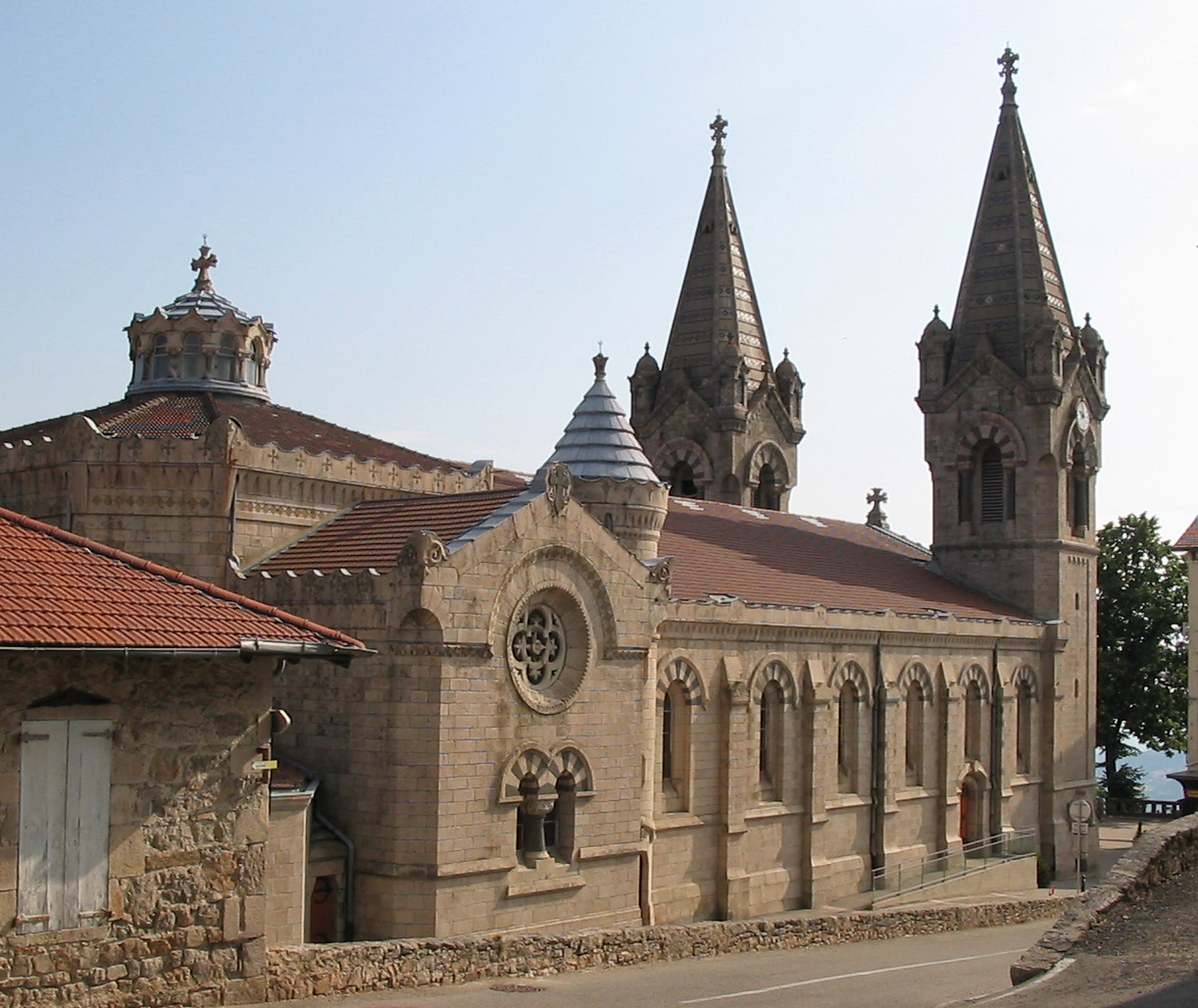
Basilika Saint-Regis